# 汉内斯·科莱赫迈宁
尤霍·皮耶塔里·“汉内斯”·科莱赫迈宁（芬蘭語：Juho Pietari "Hannes" Kolehmainen，1889年12月9日—1966年1月11日），芬兰男子长跑运动员。他曾在1912年夏季奥运会和1920年夏季奥运会中获得4枚金牌和1枚银牌。
他于1921年成为美国公民。